# La Calahorra

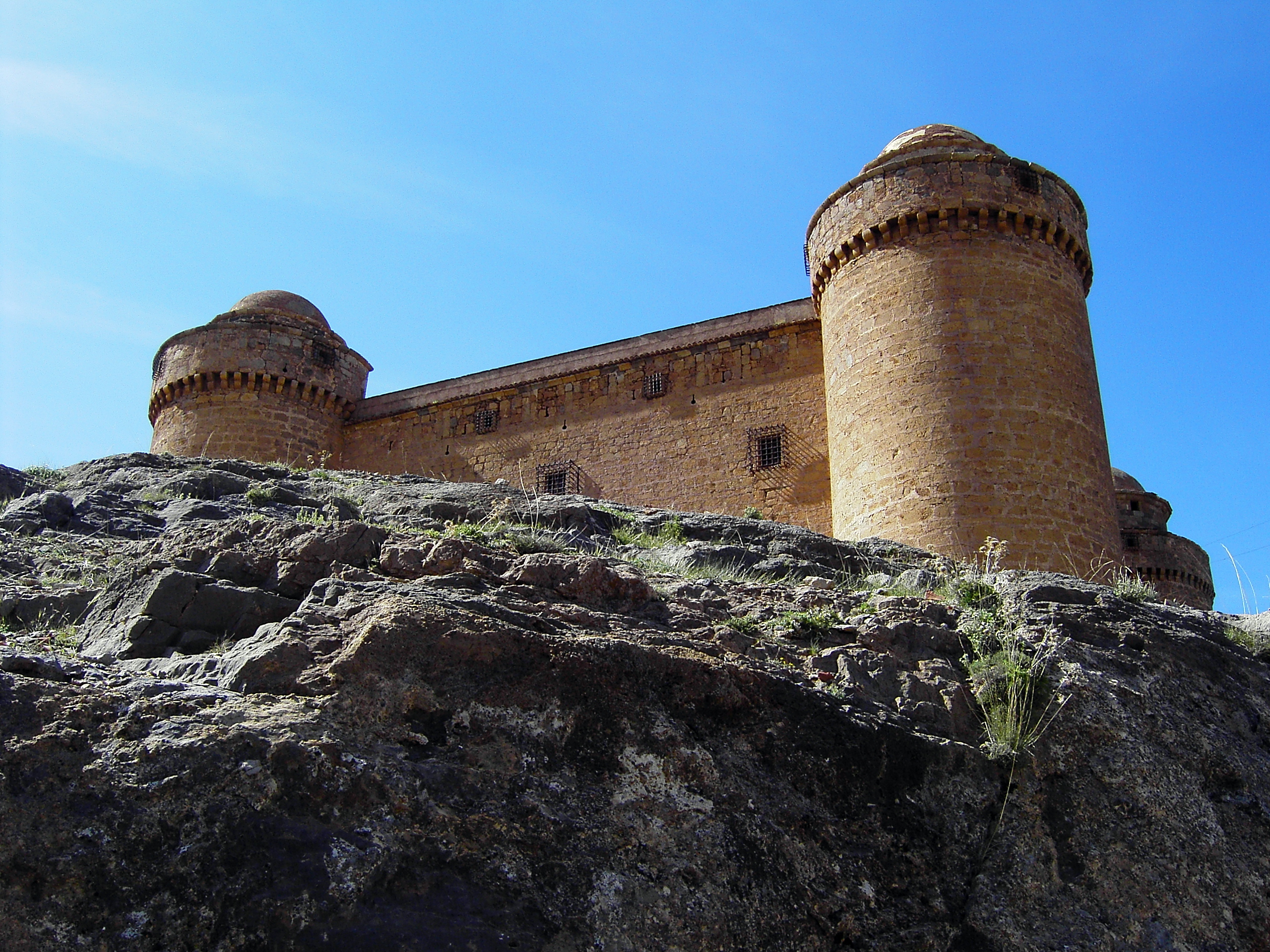
Castell (Segle XV)

La Calahorra és un municipi de la província de Granada, Andalusia, de 39,51 km² amb una població de 813 habitants (2004) i una densitat de població de 20,58 hab/km².